# Nazar (automóviles)
Nazar fue una marca de automóviles española con sede en Zaragoza.
La empresa Factorías Nápoles fue constituida en 1958 en los talleres Nápoles de la calle Ávila (posteriormente avenida de Madrid). Después se construyó una fábrica adaptada para satisfacer el aumento de demanda en la carretera de Madrid, km. 315. En esta fábrica salieron la mayoría de los vehículos bajo la dirección de Vincenzo Angelino Gervasio, napolitano afincado en España tras combatir en las filas del bando sublevado durante la guerra civil española.
Nazar se dedicó durante diez años al montaje de vehículos industriales, construyendo chasis y carrocerías, además de sidecares. Tras ello, en 1960 intentó fabricar bajo licencia los camiones británicos de Guy Motors, proyecto que no se llevó a cabo por quebrar dicha empresa.
Para el transporte de mercancías construyó furgones de dos y cinco plazas, así como furgonetas metálicas mixtas, camionetas corrientes para una carga de 1.500 kilos. Además fabricó camiones de tres a nueve toneladas tanto para carga normal como basculante, especializándose en los comprendidos entre 160 y 220 CV. Incluso construyó un modelo especial de 20.000 kilos apto para remolcar diez toneladas.
Nazar recurrió para su gama de bajo-medio tonelaje a los motores Perkins y en los de gran tonelaje a Henschel.
Destaca entre todos los modelos el Super 7 con las siguientes características: Caja de cambio de seis velocidades más marcha atrás, motor Diésel Perkins tipo 6.305 con seis cilindros en línea, cabina metálica, cristal panorámico securit, asientos para conductor y ayudante, litera en la parte posterior, convertible en cuatro amplios asientos.
Para el servicio de viajeros fabricó ómnibus normales para líneas regulares y urbanas y autocares para excursiones. Destacaban unos modelos preparados como autopullman (estándar y lujo) desde 14 a 50 plazas. En esta especialidad construyó un modelo extraordinario: El primer autocar fabricado en España con aire climatizado y cristal parabrisas de gran panorámica, denominado Pájaro Azul.
Entre 1961 y 1963 se construyeron más de mil vehículos anuales, pero en 1965 la cifra bajó a la mitad.
En 1964 la empresa fue intervenida por la Caja de Ahorros de Zaragoza pasando a denominarse FISA (Fabricaciones Industriales, S.A.)
La historia de la empresa acabó con su venta en 1966 a Barreiros Diésel. Barreiros suprimió la marca Nazar y dedicó la fábrica a construir tractores agrícolas y maquinaria de obras públicas.
Los autobuses Nazar demostraron buena construcción y comodidad, circulando muchos años sin averías relevantes.
En 1971 Barreiros, entonces ya Chrysler España, vendió la planta a la empresa belga Van Hool, que continuó con la fabricación de carrocerías de autobuses hasta el fin de 1983.
La historia tuvo continuidad en la empresa Hispano Carrocera, dedicada también a las carrocerías de autobuses y autocares, de gran éxito e importancia en el mercado internacional, hasta su cierre definitivo en 2013.

## Modelos
- Nazar Serie A
- Nazar serie B
- Nazar Serie C